# Crocetta del Montello
Crocetta del Montello es una localidad y comune italiana de la provincia de Treviso, región de Véneto, con 5.714 habitantes.

## Evolución demográfica
| Gráfica de evolución demográfica de Crocetta del Montello entre 1861 y 2001 |
|                                                                             |
| Fuente ISTAT - elaboración gráfica de Wikipedia                             |